# Peterdi István
Peterdi István, eredetileg Neubauer István (Temesvár, 1888. szeptember 27. – Budapest, Erzsébetváros, 1944. november 24.) költő, műfordító, orvos 

## Élete
Neubauer Henrik (1851–1905) orvos és Band Irma fia. Apja halála után néhány hónappal édesanyját is elvesztette. A Budapesti Tudományegyetemen szerzett orvosi diplomát. Már a Nyugat legelső évfolyamában is szerepelt, először a 16. számban jelent meg egy szonettje (Szerelem). A 20. századi magyar irodalomban Füst Milán mellett az egyik első úttörője volt a szabadversnek, és Füst személyes barátja is volt. Részt vett az első világháborúban, hét évet töltött orosz hadifogságban, ekkor tanult meg oroszul. Hazatérése után kevés verset írt, kötete nem jelent meg élete során, és az első méltató írás is csupán tizennyolc évvel színre lépése után. Ekkor Komját Aladár hosszú cikkben ismertette és nagyraértékelte költészetét: 
Vannak ilyen nem-emlegetett poéták, akik nem is sejtik, hogy ismeretlen zugokban az ő verseik körül melegszenek emberek.
Az orosz klasszikusokat fordította, elsősorban Lev Tolsztoj, Csehov és Gogol műveit. Fordításában jelent meg Andrej Belij Az ezüst galamb  (Серебряный голубь, 1910) című regénye (Budapest, 1926). A nyilasok végeztek vele, halotti bejegyzésében azonban tüdőgyulladás szerepel halálának okaként.
Első felesége a rigai születésű Ledebom Irma Krisztina volt, akivel 1923. március 6-án Budapesten, az Erzsébetvárosban kötött házasságot. Második házastársa Bánd Viktória volt.